# Microrrelato
Un microrrelato (también,  microcuento) es un texto breve en prosa, de naturaleza narrativa y ficcional que, usando un lenguaje preciso y conciso, se sirve de la elipsis para contar una historia sorprendente a un lector activo. Los términos microcuento, cuento brevísimo, microrrelato y minicuento son las denominaciones dadas para un conjunto de obras diversas cuya principal característica es la brevedad de su contenido. La obra de renombrados escritores del género tales como Juan José Arreola, Leopoldo Lugones, Augusto Monterroso, Virgilio Piñera, Alfredo Armas Alfonzo o incluso de Jorge Luis Borges y de Julio Cortázar, a lo largo del siglo XX, ha provocado que se haya desarrollado con especial dedicación en Hispanoamérica, donde es un ejercicio literario muy popular.

## Nomenclatura
Esta definición de este género narrativo se acerca y confunde con otros términos utilizados, a veces como sinónimos de microrrelato, como minificción y microficción. Su uso, sin embargo, ha sido cuestionado por críticos como Irene Andrés-Suárez, que especifica que «la minificción es una supracategoría literaria que cubre un área más vasta que la del minicuento o microrrelato». De lo que parece inferirse que, al igual que ficción (término que contiene formas como la película, la novela o el teatro), minificción y microficción son términos que deberían designar una categoría antes que un género específico. Siguiendo a Lagmanovich y Andres-Suárez, Ginés S. Cutillas incluye el microrrelato dentro de la agrupación de minificción, entendiendo esta como una recopilación de géneros breves: «La minificción engloba los textos literarios ficcionales en prosa, tanto aquellos que sean narrativos (fábula, anécdota, parábola, etc.) como aquellos que no lo sean (poema en prosa, bestiario, miniensayo, etc.). Podemos resumir que en el mundo de los microtextos, algunos son minificciones y otros no, y que dentro de las minificciones hay textos que atienden al nombre de microrrelato y otros que no. La minificción no es más que una agrupación de géneros».
Los teóricos señalan que el microrrelato se ha de distinguir de las siguientes minificciones: acertijo o adivinanza, aforismo, alegoría, anécdota, apólogo, fábula, apotegma, balada, bestiario, boutade, carta, caso, chiste, diálogo, diario, dicho, escena, epigrama, episodio, estampa, fantasía, fabliaux, grafiti, greguería, haikú, leyenda, máxima, microteatro, milagro, miniensayo, nota, nota de prensa, parábola, poema en prosa, poema, proverbio, refrán, relato, sentencia.

## Antecedentes

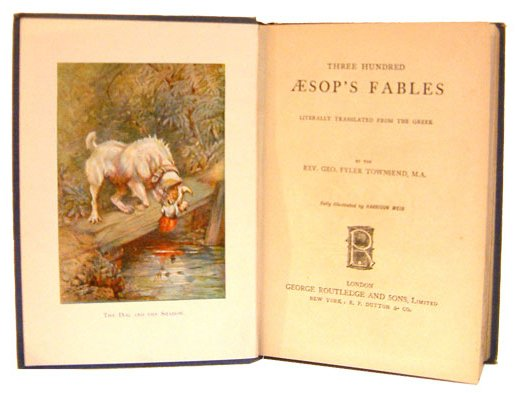
Fábulas de Esopo

Textos escritos u orales de corta extensión aparecen a lo largo de todos los tiempos: instrucciones sumerias y egipcias, fábulas, adivinanzas, parábolas, epitafios, grafiti, etcétera. El microrrelato como fenómeno escritural debe verse en perspectiva histórica como una de las más recientes (re)configuraciones de la escritura fragmentaria y/o breve. En el mundo occidental, además de la ya mencionada fábula, algunos casos paradigmáticos de escritura breve en el mundo grecolatino antiguo incluyen el aforismo, el epigrama o el epitafio. En la Edad Media en los llamados bestiarios y más adelante en las sentencias de El conde Lucanor, pero aún más atrás existen antecedentes en las parábolas de Jesús, vistas de forma individual, separadas del texto, como estructuras narrativas completas y breves, exigencia del microrrelato actual. Al igual que las parábolas que recoge la Biblia, las milenarias instrucciones sumerias (por ejemplo las Instrucciones de Shurupak) y egipcias deben situarse en el continuum de la escritura mínima.
La escritura breve se practica, entonces, desde los inicios de la literatura. En las antiguas culturas no occidentales se puede mencionar, además de los casos en Sumeria, el de la India (el Panchatantra, por ejemplo), los Textos de los Sarcófagos egipcios, el haiku, entre otros. En el mundo occidental, manifestaciones de la escritura mínima se encuentran en las ya mencionadas fábulas.

## El microrrelato como género moderno
La mayoría de críticos literarios en el mundo castellanohablante ubican las raíces directas a la micronarratividad en el modernismo hispanoamericano y las vanguardias. Para David Lagmanovich, los cambios culturales de la modernidad propician, junto a otras innovaciones en campos como el de la música y la arquitectura, el surgimiento de las narrativas mínimas. De opinión similar es Pedro de Miguel quien detalla:

Pero es en la época moderna, al nacer el cuento como género literario, cuando el microrrelato se populariza en la literatura en español gracias a la concurrencia de dos fenómenos de distinta índole: la explosión de las vanguardias con su renovación expresiva y la proliferación de revistas que exigían textos breves ilustrados para llenar sus páginas culturales. Algunas de las greguerías de Ramón Gómez de la Serna son verdaderos cuentos de apenas una línea, y también Rubén Darío y Vicente Huidobro publicaron minicuentos desde diversas estéticas. Junto a estos autores, la crítica señala también al mexicano Julio Torri y al argentino Leopoldo Lugones como decisivos precursores del actual microrrelato.

## Principales características
Los rasgos aplicables al microrrelato son varios. En El microrrelato y la teoría de los géneros (2008), David Roas distingue una amplia lista de rasgos discursivos, formales, temáticos y pragmáticos. Algunos de estos incluyen:
Rasgos discursivos: narratividad, hiperbrevedad, concisión, etc.
Rasgos formales: estructura simple, personajes mínimamente caracterizados, espacios esquemáticos, condensación temporal, etc.
Rasgos temáticos: intertextualidad, metaficción, ironía, parodia, humor, etc.
Rasgos pragmáticos: exigencia de un lector activo.

### Brevedad
La brevedad, noción que también aplica al cuento, es el rasgo más obvio de este tipo de textos. Sin embargo, es una característica bastante subjetiva, ya que existen microrrelatos de más de una página. Contar el número de palabras es sólo una forma de ilustrar el concepto de brevedad. Justamente por el carácter subjetivo de este criterio, algunos críticos, como David Roas y David Lagmanovich prefieren hablar de «concisión». Algunos autores y teóricos, como Cutillas, hablan de «tensión», la necesaria para entender un texto breve como una unidad de lectura. Lagmanovich también observa que aunque la brevedad es una «condición absolutamente primaria de todo microrrelato, ésta es insuficiente por sí sola para establecer sus características».
Como texto breve, el microrrelato depende mucho de su paratexto. De ahí la pertinencia de los títulos, que pueden ayudar a la focalización o a completar aquello que, por la brevedad, no se dice. En algunos casos son imprescindibles para completar el sentido. También es cierto que varios microrrelatos carecen de título, hecho que parece plantear la expectativa de que sea el lector quien «abra» o «expanda» el relato presente en este tipo de narrativa.
Los microrrelatos más breves conocidos son «Luis XIV» (formado por una palabra y un signo de puntuación), del escritor español Juan Pedro Aparicio, «Epitafio para un microrrelatista» (que consta solo de un signo de puntuación), del escritor argentino Marcelo Gobbo y «etc.» del escritor mexicano Alonso Ruiz que consta de la abreviatura «etcétera» en una página en blanco. Merece mencionarse el caso de «El fantasma», del escritor mexicano Guillermo Samperio, que muestra la página en blanco.

### Intertextualidad
La intertextualidad es una característica esencial en el microrrelato para lograr la economía.

### Elipsis
La elipsis se refiere a la omisión, los vacíos y el silencio que practica el género. Para críticos como Irene Andrés-Suárez, la dependencia del microrrelato con respecto a la elipsis explica la diferencia entre microrrelato y cuento ya que

[L]a intensificación de la elipsis generó, en un momento dado, una reacción en cadena que terminó afectando a su estructura profunda, es decir, la diferencia cuantitativa se volvió cualitativa, dando como resultado un modelo textual diferente [...]; el proceso sería equivalente al que se dio en su día en la novela corta respecto de la larga.

## El microrrelato y la micronarratividad en distintas tradiciones
En Argentina, la tradición de la micronarratividad y microtextualidad es bastante larga. En el modernismo se puede considerar a autores como Leopoldo Lugones -su obra Filosofícula (1926) es fundamental al respecto- y Ángel de Estrada, hijo. De las vanguardias se debe rescatar nombres como Macedonio Fernández y Oliverio Girondo. En 1955, Jorge Luis Borges junto con Adolfo Bioy Casares publican Cuentos breves y extraordinarios, donde antologan relatos de entre dos páginas y dos líneas. Siguiendo con estos dos autores, con Guirnalda con amores (1959) y El Hacedor (1960), Bioy Casares y Borges, respectivamente, siguen contribuyendo con el desarrollo de la tradición microtextual y micronarrativa en Argentina. El género del microrrelato se sigue gestando y practicando en ciertas obras de autores renombrados  como Julio Cortázar (por ejemplo en Historias de cronopios y de famas), Marco Denevi, Luisa Valenzuela, Ana María Shua, Eduardo Berti, Raúl Brasca, entre otros.
En Venezuela, algunos textos del Arca de letras y teatro universal de Fray Juan Antonio Navarrete (1749-1814), son considerados como los primeros antecedentes de microrrelato en el país. Sin embargo, no sería hasta llegado el siglo XX cuando surgirían dos hitos fundacionales del género: José Antonio Ramos Sucre con La Torre de Timón (1927), El cielo de esmalte (1929) y Las Formas del Fuego (1929) y Alfredo Armas Alfonzo con El Osario de Dios (1969). Posteriormente, autores como Oswaldo Trejo, Luis Britto García o Ednodio Quintero consolidarían el género en Venezuela.
En España, algunos de los referentes clásicos en este género incluyen a autores como Ramón Gómez de la Serna, Juan Ramón Jiménez y Max Aub; tras la Guerra civil, los 203 Cuentos gnómicos de Tomás Borrás. En tiempos modernos hay colecciones tan sugerentes como las Historias mínimas (1988) de Javier Tomeo, El cogedor de acianos (1993) de José Jiménez Lozano y Los males menores (1993) de Luis Mateo Díaz, y el más reciente maestro consumado del género es Juan José Millás (Articuentos, 2011). Comparada con la tradición en la América castellanohablante, la popularidad de este género es más reciente en España cuya tradición cuentística estaba dominada, no por la influencia de autores nacionales sino, a juicio de Fernando Valls, por la de los binomios Edgar Allan Poe / Julio Cortázar y Antón Chéjov / Raymond Carver. Uno de los medios pioneros responsables en difundir el género en este país es la revista Quimera ya desde 2002 y, desde 2003, creando una sección fija (coordinada por Neus Rotger) dedicada a la publicación de microrrelatos inéditos. A partir de 2013 reaparece de nuevo una sección de microrrelatos en Quimera, Los pescadores de perlas, coordinada por Ginés S. Cutillas. Según el editor de Páginas de Espuma (editorial especializada en el género), la introductora del microrrelato en España fue la escritora argentina Clara Obligado, a través de sus talleres literarios.
 Cultivadores destacados en España incluyen, el teórico del género  José María Merino, Juan  Pedro Aparicio, Ginés S. Cutillas y Felipe Benítez Reyes. Entre los creadores surgidos en el siglo XXI, Fernando Valls destaca a Óscar Esquivias, Ignacio Ferrando y Javier Sáez de Ibarra.
En México, Julio Torri,  Juan José Arreola, Augusto Monterroso, Edmundo Valadés, entre otros, inician una fuerte tradición microrrelatista en ese país. Otros nombres relevantes más contemporáneos incluyen el de René Avilés Fabila, Guillermo Samperio, Jaime Muñoz Vargas y Rogelio Guedea. En 2005, Luis Felipe Lomelí publica Ella sigue de viaje, libro que incluye «El emigrante». En 2019, Alonso Ruiz pública «etc.», uno de los microrrelatos más breves en el mundo castellanohablante.
En Colombia se destaca el libro de Íkaro Valderrama, Cuentos de minicuentos (2010), que según la revista mexicana Letras Libres «es una de las obras de formato breve más singulares que se han publicado en Colombia en años recientes».
En la tradición china contemporánea se escriben weixing. Algunos de estos microrrelatos se pueden leer en No veo los zapatos de mamá y otros microrrelatos (2013) traducción  de One Fallen Leaf and More Miniature Stories (2009).
En la literatura francesa, además del rol fundacional de varios de los moralistas franceses, se puede encontrar ejemplos (junto a justificaciones teóricas sobre la escritura fragmentaria) de microtextualidad y micronarratividad en Roland Barthes (Incidents, por ejemplo) o Maurice Blanchot (La escritura del desastre). En un plano narrativo más convencional, algunos autores de micronouvelles o microrécits reconocidos incluyen a Vincent Bastin, Stéphane Bataillon, Régis Jauffret, Jacques Sternberg, Jean-Pierre Andrevon o Jacques Fuentealba.
En la literatura alemana, las Kürzestgeschichten o Mikroerzählungen, especialmente influidas por las narraciones breves de Bertolt Brecht y Franz Kafka, son practicadas por autores como Peter Bichsel, Heimito von Doderer, Helmut Heißenbüttel y Günter Kunert.
En la literatura japonesa se practica el cho-tanpen. Un texto fundamental en esa tradición es Mil y un cuentos de un segundo (1923) de Taruho Inagaki.

## Reconocimiento académico y popular
El creciente interés de los medios académicos por el microrrelato, la mayor abundancia de publicaciones y su calidad ha hecho que importantes premios literarios recaigan en libros de microrrelatos. Así, en España, el Premio Setenil tuvo como finalista el primer libro del género en su VII edición con Un koala en el armario de Ginés S. Cutillas, recayendo cinco ediciones más tarde en Historia secreta del mundo (ediciones La Discreta), de Emilio Gavilanes.